# Alejandra Baigorria
María Alejandra Baigorria Alcalá (Lima, 8 de septiembre de 1988) es una personalidad de televisión, empresaria, presentadora de televisión y piloto de automovilismo peruana.
Su popularidad televisiva se consolidó como participante de los reality shows de competencia Combate, Esto es guerra y El gran chef famosos. Además, fue la presentadora del programa Emprendedor ponte las pilas de América Televisión.
En su faceta empresarial es conocida por tener su propia marca de ropa y por ser el símbolo comercial del Emporio Comercial de Gamarra, se ha destacado por su ambición y perseverancia en el mundo empresarial.  Mientras que como piloto de carreras consiguió su estancia en las ediciones del Rally Caminos del Inca durante los años 2010, siendo una de las primeras mujeres piloto en competir.

## Primeros años
Nació en Lima el 8 de septiembre de 1988 en una familia de clase media. Es hija del piloto de automovilismo y político Sergio Baigorria, alcalde del distrito de Chaclacayo durante el periodo 2023-2026, y de la modelo María Verónica Alcalá, siendo la mayor de siete hermanos. Estudió la primaria y secundaria en el Colegio Trener.
Tras terminar sus estudios escolares, estudió administración de empresas en la Universidad de Lima, sin embargo, por problemas económicos, decidió abandonarla para incursionar en la televisión.

## Trayectoria empresarial

### Alejandra Baigorria
En el 2009, fundó su propia marca de ropa para mujeres Alejandra Baigorria AB, debido a que antes se dedicó a la distribución de textilería de marcas extranjeras. Su centro de operaciones se ubica en la Galería Comercial San Pedro del emporio comercial de Gamarra, en el distrito de La Victoria. Para el 2013, se aperturaron tres tiendas en el emporio y a inicios del 2014, registró 12 sucursales. En ese entonces, fue la marca destacada para la feria Expo Gamarra 2013, para conseguir un cupo en la exportación a Japón.
Debido al éxito de su emprendimiento, que recibió el apodo honorífico La gringa de Gamarra, en 2012 recibió el premio Mujer de Oro, otorgado por la comunidad del mencionado emporio. Entre el 2013 y 2014 realizó una serie de conferencias para la Cámara de Comercio de Lima, la Universidad Alas Peruanas y otras organizaciones. En el 2021 y tras 12 años en el mercado, su marca ingresó por primera vez a las tiendas por departamento, firmando con la cadena de tiendas Ripley, donde se inauguró en su local en el centro comercial Jockey Plaza. En 2023 fue invitada de conferencista en la Cumbre Pyme APEC, dónde contó como inició con su negocio.
En 2025, empezó a ofrecer en Instagram contenido exclusivo para sus suscriptores como estrategia para monetizar uno de los momentos más importantes de su vida: su boda con el judoca y personalidad televisiva Said Palao, hermano del modelo y personalidad televisiva Austin Palao. El 26 de abril de ese año, alcanzó un total de 4468 suscriptores. Esa boda fue marcada por la presencia de personalidades de la telerrealidad y los escándalos mediáticos, descritos por Paco Bazán como «una final de Esto es guerra».

### Lanzamiento de su libro
En el 2013, debutó como escritora de su propio libro de autoayudas denominado Yo puedo, se que puedo basado en su faceta de empresaria. Debido a su público objetivo, el libro consiguió buenas ventas; sin embargo, se criticó el panorama de las librerías a este tipo de libros para motivar la lectura a los jóvenes. Posteriormente, la empresaria confesó a los medios locales que fue la editorial que se involucró completamente en su proceso de redacción y no descartó de lanzar su segundo libro en el futuro. Dicha continuación oficializó su publicación en 2022.

## Trayectoria televisiva

### Inicios
Alejandra comenzó su carrera televisiva a la edad de dieciocho años como participante de la secuencia Chica Top Pantene en el programa de televisión Habacilar en 2007 con la colaboración de la marca de champú Pantene. Transcurriendo semanas, se convirtió en la ganadora de la competencia y obtuvo un carro. Tras su victoria, Baigorria planeó la creación de su línea de ropa para mujeres, en la cual se volvió realidad en 2009.[cita requerida]

### Chicareality
A finales del 2011 Baigorria ingresó al programa de competencias de ATV Combate, quien fue promocionada junto a su expareja, el piloto de carreras y cantante de reguetón Mario Hart. Al año siguiente viajó a Costa Rica para participar por corto tiempo en la versión de Combate en ese país.
A inicios del 2014 se trasladó al otro formato Esto es guerra de la televisora América Televisión. Sin embargo, regresó a Combate, donde se mantuvo hasta el 2015.
En el 2016 la productora Marisol Crousillat la contrató para formar parte de Reto de campeones, que también fue reality show, siendo Natalia Málaga su entrenadora del dicho espacio que, sin embargo, se canceló por falta de audiencia. Debido a ello, regresó a Combate sin Crousillat, donde se mantuvo hasta finales de ese año.
En ese año fue parte de la secuencia de moda en el programa Espectáculos de la televisora Latina Televisión, tras la salida de la actriz Sandra Arana.
En el 2017, formó parte por poco tiempo del equipo de panelistas del programa de espectáculos Cuéntamelo todo, bajo la conducción de Sofía Franco, Santi Lesmes, Alexandra Horler y Kurt Villavicencio.
En ese mismo año, Baigorria regresa a Esto es guerra manteniéndose por varias temporadas no consecutivas dentro del reparto principal, dividida en  tres periodos: 2017-2021, 2022-2023 y la actual, desde el año 2025. A lo paralelo, fue invitada ocasional a los programas del canal América durante su estadía en el espacio mencionado.[cita requerida]
En el 2019, fue presentadora del programa de televisión Emprendedor pónte las pilas hasta el 2020, siendo reemplazada más tarde por la presentadora de televisión Sully Sáenz.
A inicios del 2021, Baigorria anunció su retiro temporal de la televisión peruana, tras recibir una invitación para la beca universitaria en España a través de un curso de diseño de modas por un breve tiempo. En ese mismo año, formó parte del equipo de Esto es guerra, representando a su país, para enfrentarse a su similar del reality show mexicano Guerreros, donde ganó su contraparte de la cadena Televisa.
Asume la conducción por un breve tiempo del programa publicitario de televisión Consume Perú en 2024 y en ese mismo año, concursa en el reality culinario El gran chef famosos.

## Otras participaciones

### Carrera automovilística
Incursionó en el mundo del automovilismo con ayuda de su padre, quién era miembro de la Asociación de Pilotos y Copilotos Automovilísticos del Perú (APCAP). Ambos reformaron el equipo Team Baigorria, donde desempeñaba como copiloto. Participó entre 2007 y 2018 en varias ediciones del Rally Caminos del Inca, En 2012 el equipo consiguió el tercer lugar en la categoría S1600. Para la temporada 2013 fue la única mujer piloto en carrera con el vehículo Lifan 520, debido a la exclusividad como imagen de la marca, en el cual alcanzó el noveno lugar en la categoría S1200. Fue invitada en el Rally Asia y Las 6 horas peruanas.  Aparte, recibió la colaboración de su expareja Mario Hart.

### Actuaciones menores
En el 2018, participó en la Obstacle Course Racing en la ciudad de Londres. En 2022 volvió a participar en Chile para clasificar al campeonato de obstáculos de Grecia.
En 2020 participó en la producción de mascarillas con la ayuda del entonces alcalde de La Victoria George Forsyth. En el 2021, a vísperas de la segunda vuelta, expresó su apoyo a la entonces candidata a la presidencia del Perú, Keiko Fujimori, para las elecciones presidenciales de ese año.
En 2025, fue contratada para promocionar un juego de apuestas en línea. Tiempo después, Indecopi la multó por promocionar el juego como si fuera una recomendación personal y sin advertir sobre los riesgos.

## Palmarés
- Ganadora del Maratón 37 km. en Santiago de Chile (2022, obteniendo la clasificación al Maratón Mundial de Grecia 2023).[49][53]
- Segundo puesto en el Rally de Cañete, categoría S1600 (2013).[54]
- Tercer puesto en el Rally Caminos del Inca, categoría Súper S1600 (2012).[55][56]

## Televisión
- Habacilar (2008), participante de la secuencia Chica Top Pantene.
- La academia: desafío y fama (2021), ella misma.
- Combate (2011-2013, 2014-2015, 2016),  competidora.
- Esto es guerra (2014, 2017-2021, 2022-2023, desde 2025), competidora.
- Reto de campeones (2016), competidora.
- Hola a todos (2016), panelista.[57]
- Espectáculos (2016), presentadora recurrente.
- El valor de la verdad (2016), participante invitada.
- Cuéntamelo todo (2017), panelista.
- Emprendedor pónte las pilas (2019-2020), presentadora.[58]
- En boca de todos (2022), presentadora de la secuencia El toque glam de tu vida.
- Guerra México vs. Perú (2021), competidora.
- Consume Perú (2024), presentadora.
- El gran chef famosos (2024), participante.

## Obras
- Yo puedo, sé que puedo (Help, 2013)
- Yo pude, sé que pude (Help, 2022)[23]